# Monkey Business (hudební skupina)
Monkey Business je česká hudební skupina hrající pop a funk. Vedle J. A. R. a Sexy Dancers je dalším projektem multiinstrumentalisty a producenta Romana Holého. Skupina byla založena v roce 1999 a hraje dodnes.

## Historie
Skupina se dala dohromady na začátku roku 1999. Zpěvák Matěj Ruppert působil v kapele Leguar GR, Oldřich Krejčoves v Pan Pot, Pavel Mrázek a Martin Houdek přišli z Doroty B. B. (kterým Roman Holý produkoval v roce 1994 desku Santa Puelo) a Američanka Tonya Graves se vylíhla v elektronicko-tanečně zaměřených Liquid Harmony. Tonya Graves se ke kapele připojuje po vydání prvního alba. To vychází v roce 2000 s názvem Why Be In When You Could Be Out. Přináší 11 převážně anglicky zpívaných skladeb.

## Sestava
Stálou sestavu skupiny Monkey Business tvoří:
- Matěj Ruppert – zpěv
- Tereza Černochová – zpěv
- Roman Holý – klávesy, zpěv
- Ondřej Brousek – klávesy
- Pavel Mrázek – baskytara
- Oldřich Krejčoves – kytara
- Martin Houdek – bicí

## Bývalí členové
Tonya Graves – zpěv

## Spolupráce
Stálým hostem kapely je perkusionista Imran Musa Zangi. Na první desce hostovali přední světový pozounista Fred Wesley (který hrál třeba s B. B. Kingem nebo Tinou Turner) a kytarista David Williams, který nahrával kytarové party pro Michaela Jacksona nebo Madonnu. Desku propagují tři singly: „My Friends“, „Party Shit“ a „Piece of My Life“, na které byly natočeny klipy.
Na albu Save the Robots dále spolupracovali hosté Hiram Bullock (kytara), Ray Davis (zpěv), Dr. Robert (zpěv), Dennis Chambers (bicí) a opět Fred Wesley (trubka). Z domácích pak Dan Bárta nebo Mario Klemens, který vedl orchestr. Album propagují singly „Monkey Town“ a „Save the Robots“, na které vznikly klipy.
Na Resistance Is Futile se seznam hostů dále rozrůstá: Hiram Bullock (kytara), Iva Bittová (zpěv, viola), Jiří Stivín (flétna), Roman Dragoun (klávesy Moog), Filip Jelínek (trombón a dechové aranže), František Kop (tenorsaxofon), Radka Kaspar (altsaxofon), Jaroslav Halíř (trumpeta), František Tomšíček (trumpeta), Tomáš Křemenák (flétna, basbarytonový saxofon), Dasha (zpěv), Nada Weppereová (zpěv), Petr Dopita (kanadská pila), Michael Fišer (harmonika). Singly alba jsou „Intercooler“ a „We Feel Better Than Jan Hus“.
Na albu Kiss Me on My Ego kromě Dana Bárty spolupracoval opět kytarista Hiram Bullock a pak přední světový saxofonista David Sanborn a Glenn Hughes (člen legendárních Deep Purple). Singlem alba je „Branded“.
Další album Objects of Desire and Other Complications, které si kapela vydala v roce 2007 vlastními silami (Sony BMG se již stará jen o distribuci, album vydává Devil Inside – Music Production), se opírá především o domácí hosty. Na didgeridoo například hraje Ondřej Smeykal, dále na albu účinkuje smyčcové kvarteto Epoque Quartet a další. Prvním singlem je skladba „A Song for All Nations“, druhým singlem je „Kit Bike“, na kterou je již hotový klip. Ten byl paradoxně hotov dříve než písnička a tedy song byl skládán dodatečně na hotový klip. Nicméně klip byl úspěšný na udílení cen akademie populární hudby.
Šestou řadovou deskou skupiny je album Twilight of Jesters vydané rovněž u Devil Inside – Music Production v únoru 2009 (Sony BMG opět album distribuuje). Album nabízí celkem 13 tracků; prvním singlem je „Who Killed My Libido“, na který vznikl i videoklip, a ve kterém ústřední party zpívá Roman Holý (stejně jako v „Nuremberg“). Druhý videoklip je k písni „Gumball“, ve kterém si zahrál krom Matěje Rupperta i Glenn Hughes, Lucie Vondráčková, Eva Jeníčková a mihl se v něm i Peter Gabriel. Mezi hosty na desce se kromě Glenna Hughese právě v „Gumball“ a v „History of Pathos“ objevil především Ashley Slater z Freak Power, který si zazpíval v „ID Song“ a v „London Dealing“.
Na několika vystoupeních Monkey Business na jaře 2008 hostoval Ashley Slater – zpěvák a trombonista skupiny Freak Power.
Sedmá deska Happiness of Postmodern Age vyšla 8. března 2013 a poprvé na labelu Supraphon. Předznamenal ji první singl „The Ferry Tale“, ve kterém kapela vyznává ódy na zpěváka Bryana Ferryho. Album nabídlo celkem 13 skladeb, z toho jeden cover americké písničkářky Joan Baez a jeden remix prvního singlu, který obstarali nizozemští Kraak & Smaak. Joan Baez jako host přidala své party i do písní „Heartburn“ či „My First Daimler“. Opět kapela využila potenciálu Ashleyho Slatera v písni „Midlife Punk's Dilemma“, na který vznikl vůbec první klip k novému albu, který režíroval Zdeněk Suchý. Ashley Slater skladbu otextoval. Dalšími hosty jsou Vojtěch Dyk, Dan Bárta a Tereza Černochová – všichni tři přidali své party v coveru „Diamonds and Rust“. Dalším českým hostem je pak Ivan Mládek, který zahrál v druhé skladbě „Your Girl Looked Like Bill Ward on the Cover of Sabotage“ sólo na banjo.
V květnu 2015 vydali Monkey Business svou osmou desku Sex and Sport? Never! Kapela opět zapojila do nahrávání mnoho hostů. Ze zahraničních to tentokrát byli Mike Stern a Gábor Presser, z českých Marta Kubišová a Wabi Daněk.

## Diskografie

### LP
Studiové:
- Why Be In When You Could Be Out (2000)
- Save the Robots (2001)
- Resistance Is Futile (2003)
- Kiss Me on My Ego (2005)
- Objects of Desire and Other Complications (2007)
- Twilight of Jesters? (2009)
- Happiness of Postmodern Age (2013)
- Sex and Sport? Never! (2015)
- Bad Time for Gentlemen (2018)
- Freedom on Sale (2020)
- Když múzy mlčí (2024)

Remixové:
- Why Be Out When You Could Be In (2001)
- Kavárna de Luxe (2017)

### EP
- Nevydané tracky (2003)*

### SP
- Party Shit (2000)**
- My Friends / Party Shit / Piece of My Life (Radio Edit) (2001)
- Hi & Stereo (Radio Edit) (2001)**
- Dirty (Radio Edit) (2001)**

### DVD
- Lazy Youth, Old Beggars (2004)
- Peeing with the Proletariat (2007)

(*) Vyšlo jako příloha hudebního časopisu Ultramix
(**) Jednoskladbový singl

## Ceny a ocenění
- 2000 Rock & Pop Volby rocku – objev domácí
- 2001 Ceny Akademie populární hudby (Objev roku a Skupina roku)
- 2001 Rock & Pop Volby rocku – skupina roku domácí
- 2003 Anděl – album roku pop (Resistance Is Futile)
- 2004 Anděl – DVD roku (Lazy Youth Old Beggars)
- 2006 Anděl – Nejlepší zvuková nahrávka a Album roku pop & dance (Kiss Me On My Ego)
- 2009 Anděl – Skupina roku